# Émile Bougaud
Émile Bougaud, dit parfois Louis-Émile Bougaud (Dijon, 26 février 1823 – Laval, 7 novembre 1888) est un prêtre, historien, et évêque de Laval de 1887 à 1888.

## Biographie
Edme Louis Victor Bougaud utilisa le prénom Émile pendant la presque totalité de sa vie ; il n’en employa pas d’autre pour publier ses ouvrages. Dans les neuf derniers mois de son existence, quand il fut évêque, il utilisa le prénom composé de Louis-Émile.

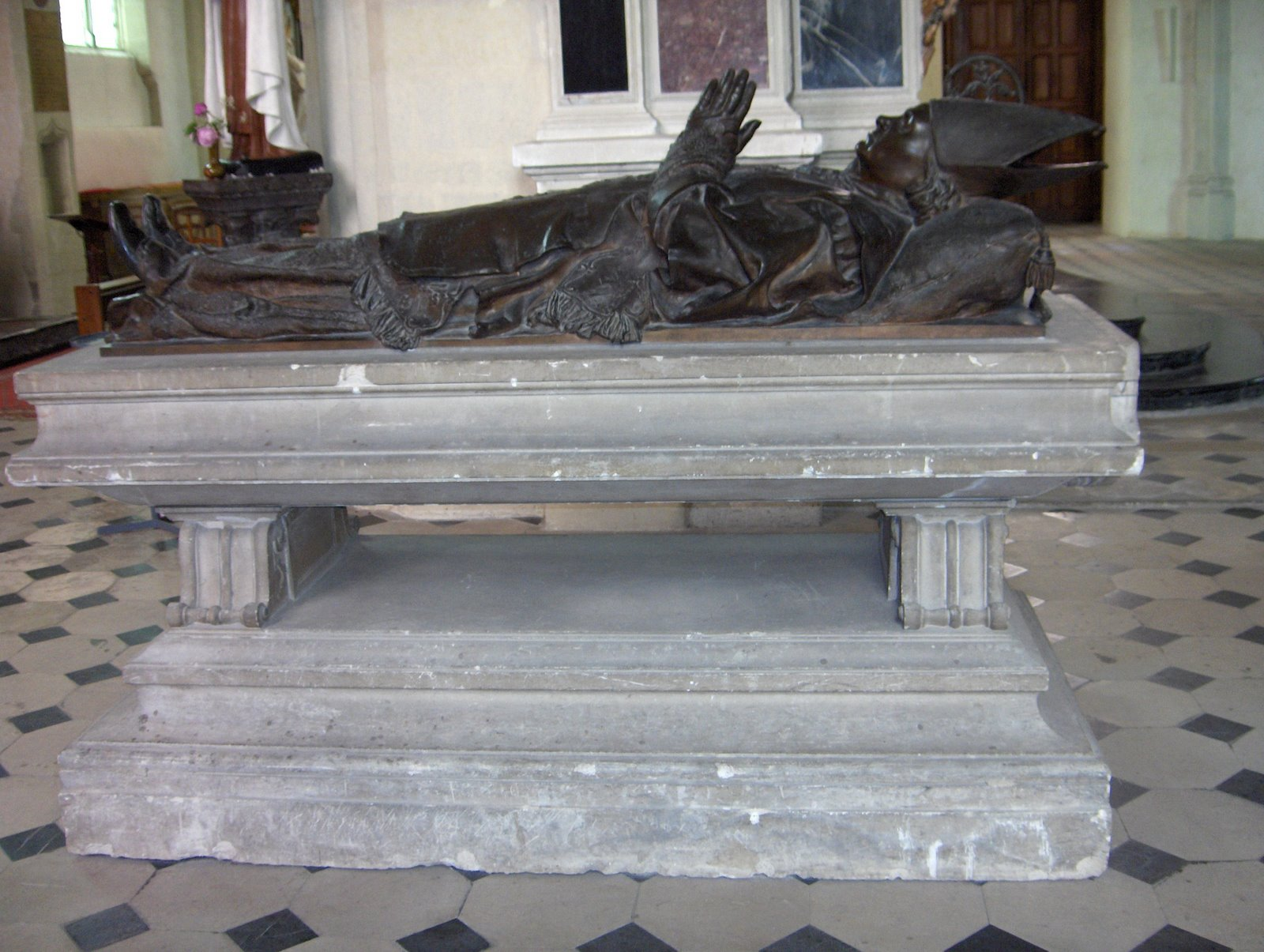
Gisant de Louis Bougaud, en sa cathédrale de Laval

Il étudia aux séminaires d’Autun, de Dijon, puis à Issy. Ordonné prêtre à Paris en 1846 par Denys Affre, il fut nommé professeur d’histoire ecclésiastique au grand séminaire de Dijon la même année, et enseigna jusqu’en 1851. Il assuma ensuite, de 1851 à 1861, les fonctions d’aumônier du couvent de la Visitation de Dijon. En 1859, il publia un livre d’histoire religieuse qui eut un certain retentissement dans le monde savant : une Étude sur la mission, les actes et le culte de saint Bénigne. Alors que l’existence de saint Bénigne était mise en doute depuis le XVIIe siècle, l’ouvrage d’Émile Bougaud démontrait le contraire et sembla régler la question. 
En 1861, l’abbé Bougaud fit paraître une biographie d’une autre personnalité religieuse de Bourgogne : sainte Chantal. L’évêque d’Orléans, Félix Dupanloup, apprécia ce livre et proposa à Émile Bougaud de devenir son vicaire général. Bougaud accepta ; il prit ces fonctions en novembre 1861 et les exerça vingt-cinq ans. Il continua à publier : une Histoire de sainte Monique en 1866 ; une histoire de Marguerite-Marie Alacoque en 1874. Il traita un sujet plus polémique avec Le grand péril de l’Église de France, de 1878, dans lequel il déplorait la diminution des vocations religieuses. 
Nommé évêque de Laval en 1887, sacré à Sainte-Croix d’Orléans le 2 février 1888, Bougaud, comme son prédécesseur, passa très peu de temps dans son diocèse : neuf mois. Il mourut dans son palais épiscopal et fut inhumé dans sa cathédrale, où un gisant en bronze (Thiébaut frères fondeurs) lui a été élevé.

## Armes
D'azur au Sacré Cœur d'or surmonté d'une croix haute, sommé d'une couronne et accosté de deux palmes d'or posées en rinceau.

## Publications
- Em. Bougaud, Notice sur la restauration de l’église Notre-Dame de Dijon, Dijon, Darcier-Legendre, 1855, 23 p.
- Abbé Bougaud, Étude historique et critique sur la mission, les actes et le culte de saint Bénigne apôtre de la Bourgogne, et sur l’origine des Églises de Dijon, d’Autun et de Langres, Dijon, Hémery, Langres, Autun, Michel Dejussieu, 1859, XII-480 p.
- Em. Bougaud, Histoire de sainte Chantal et des origines de la Visitation, Paris, Jacques Lecoffre et Cie, 1861, tome premier, XXVIII-528 p., tome second, 553 p. Plusieurs rééditions.
- Em. Bougaud, L’église Saint-Jean de Dijon, Dijon, J. E. Rabutot, 1863, 84 p.
- Abbé Bougaud, Histoire de sainte Monique, Paris, Ve Poussielgue et fils, 1866, 2e édition, XLII-512 p. Plusieurs rééditions.
- Ém. Bougaud, Histoire de la bienheureuse Marguerite-Marie et des origines de la dévotion au Cœur de Jésus […] pour faire suite à l’histoire de sainte Chantal, Paris, Poussielgue frères, 1874, XX-518 p. Plusieurs rééditions.
- Ém. Bougaud, Le Christianisme et les temps présents, Paris, Poussielgue frères, 1874-1884, 5 tomes.
- Abbé Bougaud, Le grand péril de l’Église de France au XIXe siècle […], Paris, Poussielgue frères, 1878, 176 p.
- Lettre pastorale et mandement de Monseigneur l’évêque de Laval à l'occasion de la prise de possession de son siège épiscopal et de son entrée dans son Diocèse, Orléans, Paul Girardot, 1888, 26 p.
- Émile Bougaud, Histoire de saint Vincent de Paul, fondateur de la Congrégation des Prêtres de la Mission et des Filles de la Charité, Paris, Poussielgue frères Ch. Poussielgue, successeur, 1889, t. I, XII-487 p., t. II, 428 p.